# Taça 12 de Novembro 2017
Die Taça 12 de Novembro 2017 war die vierte Austragung des Fußball-Pokalwettbewerbs für osttimoresische Vereinsmannschaften. An der Saison nahmen insgesamt 20 Mannschaften teil. Titelverteidiger war die AS Ponta Leste.
Das Pokalturnier begann am 29. September mit der ersten Runde und endete am 28. Oktober 2017 mit dem Finalspiel im Nationalstadion von Osttimor in Dili. Dort gewann Atlético Ultramar mit einem 7:4-Sieg gegen den Carsae FC seinen ersten Pokaltitel.

## Teilnehmende Mannschaften
Folgende Mannschaften nahmen am Pokal teil:
| LFA Primeira Divisão die 8 Vereine der Saison 2017                                                                            | LFA Segunda Divisão 12 Vereine der Saison 2017 1                                                           | LFA Segunda Divisão 12 Vereine der Saison 2017 1                                              |
| Karketu Dili AS Ponta Leste (TV) Carsae FC Sport Laulara e Benfica Académica FC Cacusan CF FC Zebra (↓) FC Porto Taibesse (↓) | Atlético Ultramar (↑) DIT FC (↑) Assalam FC FC Nagardjo FC Lica-Lica Lemorai Santa Cruz Futebol Clube Dili | Aitana FC Kablaki FC Sporting Clube de Timor YMCA FC (↓) FC Café (↓) Sport Dili e Benfica (↓) |

Anmerkung

## Erste Hauptrunde
Die erste Hauptrunde wurde vom 29. September bis zum 10. Oktober 2017 ausgetragen. In der Klammer ist die jeweilige Ligaebene angegeben, in der der Verein in der Saison 2017 spielte.
|                             | Ergebnis              |                                    |
| --------------------------- | --------------------- | ---------------------------------- |
| AS Ponta Leste (I)          | 8:3                   | FC Porto Taibesse (I)              |
| Assalam FC (II)             | 1:3                   | Sporting Clube de Timor (II)       |
| Cacusan CF (I)              | 11:20                 | Sport Dili e Benfica (II)          |
| Atlético Ultramar (II)      | 3:1                   | Kablaki FC (II)                    |
| Sport Laulara e Benfica (I) | 1:0                   | Karketu Dili (I)                   |
| Aitana FC (II)              | 1:3                   | FC Nagardjo (II)                   |
| DIT FC (II)                 | 2:2 n. V. (3:1 i. E.) | FC Café (II)                       |
| FC Lica-Lica Lemorai (II)   | 2:3                   | Santa Cruz Futebol Clube Dili (II) |
| Carsae FC (I)               | 6:1                   | Académica FC (I)                   |
| YMCA FC (II)                | 0:1                   | FC Zebra (I)                       |

## Zweite Hauptrunde
Die zweite Hauptrunde wurde zwischen dem 11. und dem 15. Oktober 2017 ausgetragen. In der Klammer ist die jeweilige Ligaebene angegeben, in der der Verein in der Saison 2017 spielte.
|                             | Ergebnis |                                    |
| --------------------------- | -------- | ---------------------------------- |
| AS Ponta Leste (I)          | 1:0      | Sporting Clube de Timor (II)       |
| Cacusan CF (I)              | 2:5      | Atlético Ultramar (II)             |
| Sport Laulara e Benfica (I) | 1:0      | FC Nagardjo (II)                   |
| DIT FC (II)                 | 3:0      | Santa Cruz Futebol Clube Dili (II) |
| Carsae FC (I)               | 5:2      | FC Zebra (I)                       |

## Dritte Hauptrunde
Die dritte Hauptrunde fand am 17. Oktober 2017 statt. Sport Laulara e Benfica, der DIT FC und der Carsae FC bekamen in dieser Runde ein Freilos. In der Klammer ist die jeweilige Ligaebene angegeben, in der der Verein in der Saison 2017 spielte.
|                    | Ergebnis              |                        |
| ------------------ | --------------------- | ---------------------- |
| AS Ponta Leste (I) | 2:2 n. V. (0:3 i. E.) | Atlético Ultramar (II) |

## Halbfinale
Das Halbfinale wurde am 21. und 22. Oktober 2017 ausgetragen. In der Klammer ist die jeweilige Ligaebene angegeben, in der der Verein in der Saison 2017 spielte.
|                        | Ergebnis |                             |
| ---------------------- | -------- | --------------------------- |
| DIT FC (II)            | 1:3      | Carsae FC (I)               |
| Atlético Ultramar (II) | 1:0      | Sport Laulara e Benfica (I) |

## Finale
Im Finale standen sich der amtierende Meister der Segunda Divisão, Atlético Ultramar aus Manatuto, und der Carsae FC aus Dili, dem 2017 mit Platz 6 gerade noch der Klassenerhalt in der Primeira Divisão gelang, gegenüber.
| Paarung  | Carsae FC – Atlético Ultramar |
| Ergebnis | 4:7 (3:3) |
| Datum    | 28. Oktober 2017 |
| Stadion  | Nationalstadion von Osttimor, Dili |
| Tore     | 0:1 Bernardo Fereira (10.) 1:1 Edit Savio (14.) 1:2 Glaucho Trajano (30.) 1:3 Bernardo Fereira (33.) 2:3 Edit Savio (41.) 3:3 Edit Savio (44.) 3:4 Bernabe Soares (55.) 3:5 Fábio Christian (79.) 4:5 Emílio da Silva (81.) 4:6 Fábio Christian (84.) 4:7 Bernardo Fereira (85.) |